# Egawa Hidetatsu

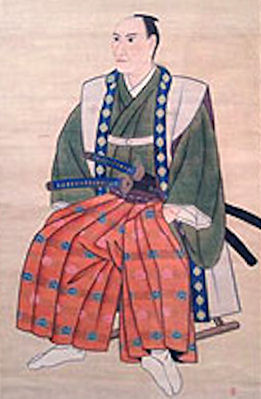
Selbstporträt Egawa Hidetatsus

Egawa Hidetatsu (japanisch 江川 英龍, auch bekannt als: Egawa Tarōzaemon (江川 太郎左衛門); * 23. Juni 1801; † 4. März 1855) war ein Hatamoto und japanischer Militärbeamter für Küstenverteidigung im Dienste des Bakufu, der frühzeitig die Öffnung des Landes befürwortete.

## Biographie
Egawa Hidetatsu, dessen Beiname Tannan (坦庵) war, folgte nach dem Tod seines Vaters diesem in die Stellung eines Daikan von Nirayama der Provinz Izu. Bereits in seiner Jugend hatte er Holländisch gelernt.
Unter Takashima Shūhan studierte er Artilleriewesen und wurde Lehrer auf diesem Gebiet. Zu seinen Schülern zählen Sakuma Shōzan, Kawaji Toshiakira, Hashimoto Sanai und Kido Takayoshi. Im Jahre 1839 begleitete er Torii Yōzō auf einer Inspektionsreise durch mehrere Provinzen. Daraufhin verfasste er einen detaillierten Bericht über den damaligen Stand der Küstenverteidigung. Später richtete Egawa eine Gießerei und einen Schießstand für Kanonen ein.
Nach dem Erscheinen des Commodore Perry, der im Auftrag der US-amerikanischen Regierung die Öffnung des Landes erzwingen sollte, wurde er vom Daimyō von Saga in Dienst genommen. Egawa sorgte für den Aufbau einer brauchbaren Artillerieverteidigung durch Forts für den Hafen von Nagasaki. Ferner war er am Aufbau eines Forts in Shinagawa in der Bucht von Edo beteiligt. 1853 wirkte er als Kommissar für Küstenverteidigung. Bereits zu diesem frühen Zeitpunkt zählte er zu den wenigen Beamten des Bakufu, die für die Öffnung des Landes eintraten.